# Gouvernement Konstantínos Karamanlís V
Pour les articles homonymes, voir gouvernement Karamanlís.
 (septembre 2023).
Si vous disposez d'ouvrages ou d'articles de référence ou si vous connaissez des sites web de qualité traitant du thème abordé ici, merci de compléter l'article en donnant les références utiles à sa vérifiabilité et en les liant à la section « Notes et références ».
République hellénique
Androutsópoulos K. Karamanlís VI
Le gouvernement Konstantínos Karamanlís V (en grec moderne : Κυβέρνηση Εθνικής Ενότητας, littéralement « gouvernement d'union nationale ») est le gouvernement de la République hellénique entre le 24 juillet et le 21 novembre 1974, durant la transition vers la démocratie.
Il est dirigé par le conservateur Konstantínos Karamanlís, ancien Premier ministre du royaume de Grèce et figure de l'opposition à la dictature des colonels. Il succède au gouvernement d'Adamántios Androutsópoulos, contraint à la démission par l'invasion turque de Chypre, et cède le pouvoir au gouvernement Karamanlís VI après que la Nouvelle Démocratie a remporté une solide majorité aux élections libres de novembre 1974.

## Historique
Dirigé par l'ancien Premier ministre conservateur Konstantínos Karamanlís, ce gouvernement est constitué de l'Union nationale radicale (ERE) et l'Union du centre (EK).
Il est formé à la suite de la démission d'Adamántios Androutsópoulos, au pouvoir depuis novembre 1973.
Il succède donc au gouvernement Androutsópoulos, mis en place par le régime militaire du général Dimítrios Ioannídis.

### Formation
Le régime de Ioannídis soutient le 15 juillet 1974 l'organisation d'un coup d'État à Chypre dans l'objectif de réunir l'île à la Grèce. En réaction, l'armée turque envahit le nord de Chypre dans le but annoncé de protéger la minorité turque présente sur l'île. Cet échec marque de facto la fin du régime des colonels, qui font appel à Konstantínos Karamanlís, en exil à Paris, pour mener l'exécutif.
S'ouvre alors la période de transition de la « Metapolítefsi », au cours de laquelle le Parti communiste de Grèce (KKE) est légalisé, le Mouvement socialiste panhellénique (PASOK) fondé et la Nouvelle Démocratie (ND) remplace l'ERE et une partie de l'EK. 

### Succession
Au cours des élections législatives du 17 novembre, les premières à se tenir depuis dix ans, la ND remporte une très nette victoire avec plus de 54 % des voix et 220 députés au Parlement. Le chef du gouvernement sortant met alors en place son sixième cabinet.

## Composition

### Initiale (24 juillet 1974)
| Portefeuille                                           | Titulaire | Titulaire                     | Parti |
| ------------------------------------------------------ | --------- | ----------------------------- | ----- |
| Premier ministre                                       |           | Konstantínos Karamanlís       | ERE   |
| Vice-Premier ministre Ministre des Affaires étrangères |           | Geórgios Mávros               | EK    |
| Ministre de la Coordination et de la Planification     |           | Xenophón Zolótas              | Sans  |
| Ministre de la Défense nationale                       |           | Evángelos Avéroff             | ERE   |
| Ministre de l'Intérieur                                |           | Geórgios Rállis               | ERE   |
| Ministre de la Justice                                 |           | Konstantínos Papakonstantínou | Sans  |
| Ministre de l'Ordre public                             |           | Sólon Gíkas                   | ERE   |
| Ministre de la Culture et de la Science                |           | Konstantínos Tsátsos          | ERE   |
| Ministre de l'Éducation nationale et des Religions     |           | Nikólaos Loúros               | Sans  |
| Ministre de l'Emploi                                   |           | Konstantínos Láskaris         | Sans  |
| Ministre des Services sociaux                          |           | Andréas Kokkévis              | EK    |

### Remaniement du 26 juillet 1974
- Les nouveaux ministres sont indiqués en gras, ceux ayant changé d'attributions en italique.

| Portefeuille                                           | Titulaire | Titulaire                     | Parti |
| ------------------------------------------------------ | --------- | ----------------------------- | ----- |
| Premier ministre                                       |           | Konstantínos Karamanlís       | ERE   |
| Vice-Premier ministre Ministre des Affaires étrangères |           | Geórgios Mávros               | EK    |
| Ministre de la Coordination et de la Planification     |           | Xenophón Zolótas              | Sans  |
| Ministre, délégué auprès du Premier ministre           |           | Geórgios Rállis               | ERE   |
| Ministre de la Défense nationale                       |           | Evángelos Avéroff             | ERE   |
| Ministre de l'Intérieur                                |           | Christóphoros Strátos         | Sans  |
| Ministre de la Justice                                 |           | Konstantínos Papakonstantínou | Sans  |
| Ministre de l'Ordre public                             |           | Sólon Gíkas                   | ERE   |
| Ministre de la Culture et de la Science                |           | Konstantínos Tsátsos          | ERE   |
| Ministre de l'Éducation nationale et des Religions     |           | Nikólaos Loúros               | Sans  |
| Ministre des Finances                                  |           | Giágos Pesmazóglou            | Sans  |
| Ministre de l'Agriculture                              |           | Dimítrios Papaspyrou          | EK    |
| Ministre de l'Industrie                                |           | Charálambos Protópappas       | EK    |
| Ministre du Commerce                                   |           | Athanásios Kanellópoulos      | EK    |
| Ministre de l'Emploi                                   |           | Konstantínos Láskaris         | Sans  |
| Ministre des Services sociaux                          |           | Andréas Kokkévis              | EK    |
| Ministre des Travaux publics                           |           | Geórgios-Aléxandros Magákis   | Sans  |
| Ministre des Transports et des Communications          |           | Giórgos Mylonás               | EK    |
| Ministre de la Marine marchande                        |           | Ioánnis Minaíos               | Sans  |

### Remaniement du 9 octobre 1974
- Les nouveaux ministres sont indiqués en gras, ceux ayant changé d'attributions en italique.

| Portefeuille                                                                 | Titulaire | Titulaire                             | Parti |
| ---------------------------------------------------------------------------- | --------- | ------------------------------------- | ----- |
| Premier ministre                                                             |           | Konstantínos Karamanlís               | ERE   |
| Vice-Premier ministre (jusqu'au 17/10/1974) Ministre des Affaires étrangères |           | Geórgios Mávros (jusqu'au 17/10/1974) | EK    |
| Vice-Premier ministre (jusqu'au 17/10/1974) Ministre des Affaires étrangères |           | Dimítrios Bítsios                     | ERE   |
| Ministre de la Coordination et de la Planification                           |           | Xenophón Zolótas                      | Sans  |
| Ministre, délégué auprès du Premier ministre                                 |           | Ángelos Vláchos                       | Sans  |
| Ministre de la Défense nationale                                             |           | Evángelos Avéroff                     | ERE   |
| Ministre de l'Intérieur                                                      |           | Panagiótis Zépos                      | Sans  |
| Ministre de la Justice                                                       |           | Geórgios Ikonomópoulos                | Sans  |
| Ministre de l'Ordre public                                                   |           | Sólon Gíkas                           | ERE   |
| Ministre de la Culture et de la Science                                      |           | Ioánnis Panagiotópoulos               | Sans  |
| Ministre de l'Éducation nationale et des Religions                           |           | Nikólaos Loúros                       | Sans  |
| Ministre des Finances                                                        |           | Nikólaos Photiás                      | Sans  |
| Ministre de l'Agriculture                                                    |           | Nikólaos Christodoúlou                | Sans  |
| Ministre de l'Industrie                                                      |           | Nikólaos Pharmakídis                  | Sans  |
| Ministre du Commerce                                                         |           | Konstantínos Goústis                  | Sans  |
| Ministre de l'Emploi                                                         |           | Konstantínos Malatéstas               | Sans  |
| Ministre des Services sociaux                                                |           | Spyrídon Doxiádis                     | Sans  |
| Ministre des Travaux publics                                                 |           | Evángelos Kouloumpís                  | Sans  |
| Ministre des Transports et des Communications                                |           | Geórgios Levéntis                     | Sans  |
| Ministre de la Marine marchande                                              |           | Konstantínos Egolphópoulos            | Sans  |